# Tasikmalaya
Tasikmalaya es una ciudad en Java Occidental, Indonesia. En ocasiones se la apoda «la ciudad de los mil pesantrens» por su abundancia de internados islámicos. Ubicado a unos 120 kilómetros (74,6 mi)   sureste de la capital provincial de Bandung, Tasikmalaya es pasada por la Ruta Nacional de Indonesia 3.
La ciudad está ubicada en la región montañosa Preanger de Java a una altitud de 351 metros (1.151 pies).
La población de la ciudad (excluyendo la Regencia de Tasikmalaya, que rodea la ciudad al oeste, sur y este) era de 635,464 según el censo de 2010, el último funcionario (en 2015) es 808,506. Su área urbanizada (o metro) hecha de la ciudad de Tasikmalaya y 14 distritos repartidos en las regencias de Tasikmalaya y Ciamis albergaba a 1.339.891 habitantes a partir del censo de 2010.

## Demografía
La población de la ciudad Tasikmalaya según el censo en el año 2005 era de 579 671 personas, y en 2010 aumentó a 635 464. Para los últimos datos, la población de la ciudad aumentó a 808.506 personas en 2015.
| Año  | Población | Densidad/km² |
| ---- | --------- | ------------ |
| 2005 | 579,671   | 3,152        |
| 2010 | 635,464   | 3,456        |
| 2015 | 808.506   | 4,394        |